# Fjodor Smolov
Fjodor Michajlovič Smolov (rusky Фёдор Михайлович Смолов; * 9. února 1990, Saratov, RSFSR, Sovětský svaz) je ruský fotbalový záložník a reprezentant, který hraje od roku 2015 za klub FK Krasnodar.
Mimo Rusko působil na klubové úrovni v Nizozemsku.

## Klubová kariéra
- Master-Saturn Jegorjevsk (mládež)
- FK Dynamo Moskva 2007–2015
- →  Feyenoord (hostování) 2010
- →  FK Anži Machačkala (hostování) 2012–2013
- →  FK Anži Machačkala (hostování) 2014
- →  FK Ural (hostování) 2014–2015
- FK Krasnodar 2015–

## Reprezentační kariéra
V A-mužstvu Ruska debutoval 14. 11. 2012 v přátelském utkání v Krasnodaru proti týmu USA (remíza 2:2). Při své premiéře vstřelil jednu branku.
Trenér Leonid Sluckij jej zařadil do závěrečné 23členné nominace na EURO 2016 ve Francii, kde Rusko obsadilo se ziskem jediného bodu poslední čtvrté místo v základní skupině B. Smolov odehrál na turnaji všechny tři zápasy svého týmu ve skupině B.